# Sergei Wiktorowitsch Semjonow
Sergei Wiktorowitsch Semjonow (russisch Сергей Викторович Семёнов; * 10. August 1995 in Tula) ist ein russischer Ringer. Er wurde 2018 Weltmeister im griechisch-römischen Stil in der Gewichtsklasse bis 130 kg Körpergewicht.

## Werdegang
Sergei Semjonow begann als Jugendlicher mit dem Ringen. Sein Talent wurde früh erkannt und vom russischen Ringer-Verband gezielt gefördert. Er gehört dem Sportclub Sparta Moskau an. Seine Trainer sind Waleri Schukow und Wjatscheslaw Uschakow. Er ist Student, ringt nur im griechisch-römischen Stil und bringt bei einer Körpergröße von 1,86 Metern und knapp 130 kg Körpergewicht ideale Voraussetzungen für einen Super-Schwergewichtler mit. Er wohnt in Odinzowo, Oblast Moskau.
Seit 2012 wird Sergei Semjonow vom russischen Ringer-Verband in den drei Junioren-Altersgruppen Cadets, Juniors und U 23 bei den internationalen Meisterschaften (Welt- und Europameisterschaften) mit großem Erfolg eingesetzt. 2012 wurde er Junioren-Europameister (Cadets) in der Gewichtsklasse bis 100 kg; 2013 Junioren-Weltmeister (Juniors) in der Gewichtsklasse bis 120 kg; 2014 wieder Junioren-Weltmeister (Juniors); 2015 U 23-Europameister in der Gewichtsklasse bis 130 kg; 2017 U 23-Weltmeister in der gleichen Gewichtsklasse.
2015 wurde Sergei Semjonow erstmals bei einer großen internationalen Meisterschaft bei den Senioren eingesetzt. Er kam allerdings bei den Europaspielen in Baku in der Gewichtsklasse bis 130 kg nach einem Sieg über Miloslaw Metodiew, Bulgarien und Niederlagen gegen Weltmeister Rıza Kayaalp aus der Türkei und dem Ungarn Balint Lam nur auf den 7. Platz.
2016 wurde er erstmals russischer Meister bei den Senioren in der Gewichtsklasse bis 130 kg vor Witali Schtschur und dem Altmeister Biljal Machow und bei den Olympischen Spielen in Rio de Janeiro in der gleichen Gewichtsklasse an den Start geschickt. Er meisterte diese Aufgabe hervorragend, wenngleich er auch nicht Olympiasieger wurde. Den Weg dahin verbaute ihm der erfahrene Titelverteidiger Mijaín López aus Kuba, gegen den er im Halbfinale verlor. Mit einem Sieg über Ex-Weltmeister Heiki Nabi aus Estland sicherte sich Sergei Semjonow eine olympische Bronzemedaille.
Im Januar 2017 siegte Sergei Semjonow beim renommierten „Iwan-Poddubny“-Turnier in Moskau und wurde im Juni 2017 auch wieder russischer Meister. Bei der Weltmeisterschaft in Paris wurde er aber nicht eingesetzt. Stattdessen war er bei der U 23-Weltmeisterschaft in Bydgoszcz am Start, wo er den Titel vor Zwiadi Pataridse aus Georgien gewann.
2018 siegte er wieder beim „Iwan-Poddubny“-Turnier in Moskau und bei der russischen Meisterschaft. Im Dezember 2018 feierte er dann bei der Weltmeisterschaft in Budapest des bisher größten Erfolg in seiner Laufbahn, denn er wurde dort mit Siegen über Alexander Tschernetzki, Ukraine, Oscar Pino Hinds, Kuba, Heiki Nabi und Adam Coon aus den Vereinigten Staaten in überlegenem Stil Weltmeister in der Gewichtsklasse bis 130 kg Körpergewicht.
Bei der Europameisterschaft 2019, die im April in Bukarest stattfand, besiegte Sergei Semjonow Dawid Owasapjan, Armenien und Miloslaw Metodiew, Bulgarien, musste aber im Halbfinale gegen Iakob Kadschaia aus Georgien eine knappe Punktniederlage (1:2 techn. Punkte) hinnehmen. Er sicherte sich danach aber durch einen Sieg über Tuomas Lahti aus Finnland noch eine Bronzemedaille. Im Juni 2019 war er auch bei den Europaspielen in Minsk am Start. Nach Siegen über Jello Krahmer und Osman Yildirim aus der Türkei verlor er etwas überraschend im Halbfinale gegen Kiryl Hryschtschanka aus Belarus. Mit einem Sieg in der Trostrunde über Mikola Kuchmii aus der Ukraine gewann er aber noch eine der Bronzemedaillen. Im Nachgang der Spiele wurde Hryschtschanka des Dopings überführt, wodurch Semjonow seine Bronze- gegen eine Silbermedaille eintauschen konnte.
Bei der Weltmeisterschaft 2019 in Nur-Sultan konnte er seinen Titel nicht verteidigen. Er verlor gleich seinen ersten Kampf gegen Amir Mohamadali Ghasemimonjezi aus dem Iran nach Punkten (4:6). Da dieser das Finale nicht erreichte, schied er aus und kam nur auf den 17. Platz.

## Internationale Erfolge
| Jahr | Platz  | Wettbewerb                                                 | Gewichtsklasse | Ergebnisse |
| 2012 | 1.     | Junioren-EM (Cadets) in Kattowitz                          | bis 100 kg     | vor David Cech, Slowakei, Marius Knystautas, Litauen und Etka Sever, Deutschland |
| 2012 | 12.    | Junioren-WM (Cadets) in Baku                               | bis 100 kg     | Sieger: Emre Muyan, Türkei vor Beka Kandelaki, Georgien |
| 2013 | 3.     | Junioren-EM (Juniors) in Skopje                            | bis 120 kg     | hinter Iakob Kadschaia, Georgien und Mantas Knystautas, Litauen |
| 2013 | 1.     | Junioren-WM (Juniors) in Sofia                             | bis 120 kg     | vor Abas Abdullajew, Aserbaidschan, Samuel Stoll, USA und Kim Min-seok, Südkorea |
| 2013 | 3.     | Haparanda-Cup                                              | bis 120 kg     | hinter Johan Eurén, Schweden und Saur Kadojew, Russland |
| 2014 | 3.     | Junioren-EM (Juniors) in Kattowitz                         | bis 120 kg     | hinter Beka Kandelaki und Mantas Knystautas |
| 2014 | 1.     | Junioren-WM (Juniors) in Zagreb                            | bis 120 kg     | vor Mantas Knystautas, Osman Yildirim, Türkei und Adam Coon, USA |
| 2015 | 1.     | U 23-EM in Wałbrzych                                       | bis 130 kg     | nach Siegen über Alexandros Papadatos, Griechenland, Oyan Nazarjani, Aserbaidschan, Christian John, Deutschland und Nikolei Kuschmii, Ukraine                                                                  |
| 2015 | 7.     | Europaspiele in Baku                                       | bis 130 kg     | nach einem Sieg über Miloslaw Metodiew, Bulgarien und Niederlagen gegen Rıza Kayaalp, Türkei und Balint Lam, Ungarn                                                                                            |
| 2015 | 2.     | Junioren-WM (Juniors) in Salvador da Bahia                 | bis 120 kg     | hinter Zwiadi Pataridse, Georgien, vor Edgar Chachatrjan, Armenien und Osman Yildirim |
| 2016 | 3.     | „Iwan-Poddubny“-Turnier in Tjumen                          | bis 130 kg     | hinter Iosif Tschugoschwili, Belarus, und Witali Schtschur, Russland |
| 2016 | 2.     | Großer Preis von Spanien in Madrid                         | bis 130 kg     | hinter Mijain Nunez Lopez, Kuba |
| 2016 | Bronze | OS in Rio de Janeiro                                       | bis 130 kg     | nach Siegen über Murat Ramonow, Kirgisistan, Muminjon Abdullajew, Usbekistan und Iakob Kadschaia, einer Niederlage gegen Mijain Nunez Lopez und einem Sieg über Heiki Nabi, Estland                            |
| 2017 | 1.     | „Iwan-Poddubny“-Turnier in Moskau                          | bis 130 kg     | vor Boris Wainstein und Alexei Grischin, bde. Russland und Liu Deli, China |
| 2017 | 1.     | U 23-WM in Bydgoszcz                                       | bis 130 kg     | vor Zwiadi Pataridse, Mantas Knystautas und Jello Krahmer, Deutschland |
| 2018 | 1.     | „Iwan-Poddubny“-Turnier in Moskau                          | bis 130 kg     | vor Witali Schtschur, Oscar Pino Hinds, Kuba und Rafael Zizuaschwili, Russland |
| 2018 | 2.     | „Giwi Kartosija“ & „Wachtang Balawaqdse“-Tirnier in Tiflis | bis 130 kg     | hinter Zwiadi Pataridse, vor Mahdi Nouri und Shahab Ghourelyili, beide Iran |
| 2018 | 1.     | Ljubomir-Ivanovic-Gedza-International in Kragujevac        | bis 130 kg     | vor Konsta Mäenpää, Finnland, Oscar Marvik, Norwegen und Boban Zivanovic, Serbien |
| 2018 | 1.     | WM in Budapest                                             | bis 130 kg     | nach Siegen über Alexander Tschernezki, Ukraine, Oscar Pino Hinds, Heiki Nabi und Adam Coon |
| 2019 | 3.     | EM in Bukarest                                             | bis 130 kg     | nach Siegen über Dawid Owasapjan, Armenien und Miloslaw Metodiew, Bulgarien, einer Niederlage gegen Iakob Kadschaia, Georgien und einem Sieg über Tuomas Lahti, Finnland                                       |
| 2019 | 2.     | Europaspiele in Minsk                                      | bis 130 kg     | nach Siegen über Jello Krahmer, Deutschland und Osman Yildirim, Türkei, einer Niederlage gegen Kiryl Hryschtschanka, Belarus und einem Sieg über Mikola Kuchmii, Ukraine; ursprünglich Bronzemedaille gewonnen |
| 2019 | 17.    | WM in Nur-Sultan                                           | bis 130 kg     | nach einer Niederlage gegen Amir Mohamadali Ghasemimonjezi, Iran |

## Russische Meisterschaften
| Jahr | Platz | Gewichtsklasse | Ergebnisse                                                  |
| 2016 | 1.    | bis 130 kg     | vor Witali Schtschur, Biljal Machow und Kurban Naschmudinow |
| 2017 | 1.    | bis 130 kg     | vor Islam Magomedow, Lom-Ali Akajew und Witali Schtschur    |
| 2018 | 1.    | bis 130 kg     | vor Witali Schtschur, Lom-Ali Akajew und Surabi Gedechauri  |

Erläuterungen
- alle Wettbewerbe im griechisch-römischen Stil
- OS = Olympische Spiele, WM = Weltmeisterschaft, EM = Europameisterschaft